# Quintana del Puente (kommunhuvudort)
Quintana del Puente är en kommunhuvudort i Spanien.   Den ligger i provinsen Provincia de Palencia och regionen Kastilien och Leon, i den centrala delen av landet, 190 km norr om huvudstaden Madrid. Quintana del Puente ligger 753 meter över havet och antalet invånare är 243.
Terrängen runt Quintana del Puente är platt åt sydost, men åt nordväst är den kuperad. Quintana del Puente ligger nere i en dal. Runt Quintana del Puente är det mycket glesbefolkat, med 3 invånare per kvadratkilometer. Närmaste större samhälle är Torquemada, 10,8 km sydväst om Quintana del Puente. Trakten runt Quintana del Puente består till största delen av jordbruksmark.